# Chế độ mẫu hệ
Chế độ mẫu hệ (tiếng Anh: matrilineality) là dấu vết của mối quan hệ họ hàng qua dòng nữ. Nó cũng có thể tương quan với một hệ thống xã hội trong đó mỗi người được xác định bằng mẫu hệ – mẹ của họ - dòng dõi của bên mẹ - và có thể liên quan đến việc thừa kế tài sản và/hoặc quyền sở hữu. Mẫu hệ là dòng dõi từ tổ tiên nữ đến hậu duệ (thuộc giới tính), trong đó các cá nhân trong tất cả các thế hệ can thiệp đều là mẹ, nói cách khác là "dòng mẹ". Trong một hệ thống dòng dõi mẫu hệ, một cá nhân được coi là thuộc cùng một nhóm gốc với mẹ của họ. Mẫu hệ trong lịch sử tầng lớp quý tộc còn gọi là tổ tiên cùng mẹ khác cha (uterine), tương ứng với tổ tiên phụ hệ ("agnatic")
Trong một số hình thái xã hội và văn hóa truyền thống, tư cách thành viên trong các nhóm là –  và, trong danh sách sau đây, điều đó được thể hiện bằng chữ in nghiêng – kế thừa theo chế độ mẫu hệ. Ví dụ như Cherokee, Choctaw, Sicewa, Seneca, Minotoan Gitksan, người Haida, Hopi, Iroquois, Lenape, người Navajo và Tlingit của Bắc Mỹ; người Kuna của Panama; Kogi và Carib của Nam Mỹ; người Negeri Sembilan, Malaysia; người Kuna của Panama; người Kogi,Minangkabau  ở Tây Sumatra, Indonesia và Negeri Sembilan, Malaysia;  Trobrianders ,  Dobu  và  Nagovisi  của Melanesia; Nairs của Kerala và Bunt của Karnataka ở phía nam Ấn Độ;  Khasi ,  Jaintia  và  Garo  của Meghalaya ở đông bắc Ấn Độ;  Ngalops  và  Sharchops  của Bhutan;  Hồi giáo  và  Tamils  ở phía đông Sri Lanka;  Mosuo  của Trung Quốc; Kayah  của Đông Nam Á, Picti của Scotland, Basques của Tây Ban Nha và Pháp; Ainu của Nhật Bản,  Akan  bao gồm cả  Ashanti  của Ghana; hầu hết các nhóm này gọi là "vành đai mẫu hệ" của miền trung nam châu Phi;  Tuareg  ở phía tây và bắc Phi;  Serer  của Sénégal, Gambia và Mauritanie.
Đây là hệ thống xã hội mà trong đó người ta thuộc về dòng dõi người mẹ, liên quan đến việc thừa kế tài sản và danh hiệu. Gia đình mẫu hệ không nhất thiết phải là mẫu quyền.

## Thời kỳ đầu
Vào cuối thế kỷ 19, hầu hết tất cả các nhà nghiên cứu về thời tiền sử và nhà nhân chủng học đều tin rằng, theo cuốn sách có ảnh hưởng là Xã hội cổ đại của Lewis H. Morgan cho rằng mối quan hệ họ hàng thời kỳ đầu của con người ở khắp mọi nơi là mẫu hệ. Ý tưởng này được đưa ra trong cuốn The Origin of the Family, Private Property and the State của Friedrich Engels. Luận án của Morgan-Engels rằng tổ chức gia đình sớm nhất của loài người không phải từ gia đình mà là gia tộc mẫu hệ sớm được sáp nhập vào chính thống cộng sản. Theo các ý kiến, hầu hết các nhà nhân học xã hội thế kỷ 20 đã coi lý thuyết ưu tiên mẫu hệ là không thể áp dụng, mặc dù trong những năm 1970 và 1980, một loạt các học giả nữ quyền thường cố gắng hồi sinh nó.
Trong những năm gần đây, các nhà sinh học tiến hóa, nhà di truyền học và nhà nghiên cứu sinh vật học đã đánh giá lại các vấn đề, nhiều trích dẫn di truyền và bằng chứng khác cho thấy mối quan hệ họ hàng thời kỳ đầu của con người có thể là mẫu hệ.
Một bằng chứng quan trọng gián tiếp cho thấy, đó là dữ liệu di truyền qua hàng ngàn năm, phụ nữ trong số những người săn bắn hái lượm ở châu Phi cận Sahara đã chọn cư trú sau hôn nhân không phải với gia đình chồng mà với mẹ và người thân khác của họ. Một lập luận khác là khi các chị em gái và mẹ của họ giúp đỡ nhau trong việc chăm sóc con cái, dòng dõi có xu hướng theo chế độ mẫu hệ hơn là phụ hệ.
Các nhà nhân chủng sinh thái học hiện đang đồng ý rộng rãi rằng hoạt động cùng nhau chăm sóc con cái là một sự phát triển quan trọng trong việc tạo ra sự tiến hóa của bộ não con người lớn bất thường và tâm lý con người đặc trưng sự tiến hóa của bộ não con người lớn bất thường và tâm lý người đặc trưng.

## Các cộng đồng mẫu hệ hiện đại

### Ở Việt Nam
Chế độ mẫu hệ có ở ở cộng đồng người Chăm và một số dân tộc vùng cao thuộc Tây Bắc, Tây Nguyên  Các dân tộc này dù theo chế độ mẫu hệ nhưng vẫn theo chế độ phụ quyền chứ không phải là chế độ mẫu quyền.

### Trên thế giới

#### Châu Phi
Bộ tộc Akan của Ghana hiện nay là xã hội theo chế độ mẫu hệ phổ biến nhất Châu Phi. Với một hệ thống thừa kế đặc biệt, trong đó người thừa kế trực tiếp của một người đàn ông là con của chị gái chứ không phải con của anh ta.

#### Ấn Độ
Một nơi nổi tiếng về bất bình đẳng giới như Ấn Độ thì thật ngạc nhiên khi một số nơi còn tồn tại chế độ mẫu hệ. Đó là bộ lạc Khasi, Ấn Độ, họ sinh sống ở tỉnh Meghalaye, bao gồm các dòng họ được xác định bởi dòng dõi gia đình của người mẹ. Trẻ em gái sẽ được kế thừa bất động sản như đất đai trong cộng đồng.

#### Namibia
Quần đảo Owambos của Namibia: Bộ lạc Owambo là nhóm sắc tộc lớn nhất ở Namibia. Theo truyền thống, Owambos thừa kế theo chế độ mẫu hệ. Mặc dù sự ảnh hưởng của phương Tây đã gây ra những thay đổi đối với sự thừa kế của người dân, nhưng chế độ thừa kế này vẫn còn tồn tại trong hầu hết các cộng đồng ở nông thôn của bộ tộc.

#### Trung Quốc
Tương tự như Ấn Độ, Trung Quốc nổi tiếng với chính sách một con và sự trọng nam khinh nữ nhưng ở tây nam Trung Quốc có bộ tộc Mosuo là một trong những xã hội mẫu hệ lâu đời nhất trên thế giới. Người dân Mosuo coi tình yêu của một người mẹ là cốt lõi của nhân loại. Theo truyền thống, trẻ em sinh ra mang họ mẹ và sống trong gia đình người mẹ.

#### Indonesia
Trên một hòn đảo phía Tây Sumatra tồn tại một dân tộc mẫu hệ mang tên Minangkabau. Ở đó, phụ nữ sẽ là người làm chủ gia đình và thừa kế tài sản, trong khi đó đàn ông chỉ có nhiệm vụ duy trì nòi giống.
Theo phong tục của người Minangkabau, khi lấy vợ, người đàn ông chỉ được ân ái vợ mình vào ban đêm. Ban ngày, họ sẽ phải về nhà mẹ ruột để phụ giúp gia đình. Nếu một người đàn ông đối xử tệ bạc với vợ, ngay lập tức người đó sẽ bị đuổi ra khỏi nhà vợ và bị cả cộng đồng tẩy chay.

## Chỉ dẫn
1. ↑  Đoạn này là phóng tác không căn cứ, không đối chiếu với thực tế các dân tộc Việt Nam ở miền bắc Việt Nam